# مارک کلوک
مارک کلوک (انگلیسی: Marc Klok؛ زادهٔ ۲۰ آوریل ۱۹۹۳) بازیکن فوتبال اهل پادشاهی هلند است.
از باشگاه‌هایی که در آن بازی کرده‌است می‌توان به باشگاه فوتبال راس کانتی اشاره کرد.
وی همچنین در تیم‌های ملی فوتبال زیر ۲۳ سال اندونزی و اندونزی بازی کرده‌است.